# Medvezsjegorszki járás

A Medvezsjegorszki járás Karéliában

A Medvezsjegorszki járás (oroszul Медвежьегорский район, karjalai nyelven Karhumäen piiri, finn nyelven Karhumäen piiri) Oroszország egyik járása Karéliában. Székhelye Medvezsjegorszk.

## Népesség
- 2002-ben 38 388 lakosa volt, melyből 31 599 orosz (82,3%), 2 523 karjalai (6,6%), 1 922 fehérorosz (5%), 955 ukrán (2,5%), 361 lengyel, 293 finn, 64 tatár, 60 örmény, 58 moldáv, 51 csuvas, 48 azeri, 48 vepsze, 47 mordvin, 41 német, 39 litván, 29 cigány, 18 tadzsik, 17 üzbég, 16 lett, 15 komi, 15 udmurt.
- 2010-ben 31 864 lakosa volt.